# Mattithiah Ahrweiler
Pour les articles homonymes, voir Ahrweiler.
Mattithiah Ahrweiler, né vers 1650 à Francfort-sur-le-Main et mort le 19 septembre 1728 à Heidelberg, est un rabbin allemand.

## Biographie
Mattithiah Ahrweiler naît vers 1650 à Francfort-sur-le-Main. Au moment de sa naissance, son père, Herz, est dayan. Mattithiah office comme rabbin à Bingen am Rhein (Jacob Popper, "Responsa", ii, n° 8, Francfort, 1742), puis à Mannheim, où il enseigne au college (voir Klaus) fondé par Lemle Moses. En 1708, il participe à l'inauguration de l'Institut Lemle. Peu de temps après, il est appelé à Heidelberg comme rabbin de la congrégation de cette ville, avec juridiction sur toutes les congrégations du Palatinat, poste qu'il occupe jusqu'à sa mort. Il meurt le 19 septembre 1728 à Heidelberg, et le livre commémoratif local loue sa piété et son apprentissage. 